# Liste der Naturdenkmale in Kirchweiler
Die Liste der Naturdenkmale in Kirchweiler nennt die im Gemeindegebiet von Kirchweiler ausgewiesenen Naturdenkmale (Stand 4. Juni 2024).

## Naturdenkmale
| Nr.         | Bezeichnung                                | Lage                                              | Beschreibung                                                                                             | Bild                                    |
| ----------- | ------------------------------------------ | ------------------------------------------------- | --- | --------------------------------------- |
| ND-7233-031 | Basaltblöcke und Felsen in der Dauner Heck | östlich des Ortes; Abteilung Das Dauner Heck Lage | flächenhaftes Naturdenkmal, ca. 0,7 ha                                                                   | Direkt Bild zu diesem Denkmal hochladen |
| ND-7233-032 | Das Beuel                                  | Schulstraße, hinter Nr. 4–10a Lage                | Basaltkuppe mit Kreuz; flächenhaftes Naturdenkmal, ca. 0,3 ha                                            | Direkt Bild zu diesem Denkmal hochladen |
| ND-7233-106 | Gipfel des Scharteberges                   | südlich des Ortes; Abteilung Scharteberg Lage     | Basaltkuppe mit Blockfeld und Lavafelsengruppe; flächenhaftes Naturdenkmal, ca. 50 ha; teilweise zu Daun | mehr Fotos \| Fotos hochladen           |